# Nearcha transactaria
Nearcha transactaria är en fjärilsart som beskrevs av Walker 1861. Nearcha transactaria ingår i släktet Nearcha och familjen mätare. Inga underarter finns listade i Catalogue of Life.